# نیام کلاه‌خودی
نیام کُلاه‌خودی یا آپونوروز کلاه‌خودی (Galea aponeurotica یا epicranial aponeurosis) غلاف روی جمجمه است.
این نیام، کناره‌های ماهیچه‌های پس‌سری و پیشانی را به‌هم متصل نموده و روی فرق سر کشیده شده است.
نیام کلاه‌خودی بخش وسطی ماهیچه ماهیچه پس‌سری‌پیشانی به‌شمار می‌آید. نیام کلاه‌خودی، ماهیچه پس‌سری و ماهیچه پیشانی جمعاً ماهیچه پس‌سری‌پیشانی نامیده می‌شوند و با همکاری یکدیگر پوست سر را به عقب کشیده و پیشانی را چین و چروک می‌دهند.
نیام کلاه‌خودی در دو سوی خود آغازگاه ماهیچه‌های لاله‌گوشی پیشین و بالایی است. در این قسمت نیام کلاه‌خودی خاصیت نیامی خود را از دست می‌دهد و بر روی نیام گیجگاهی تا قوس گونه‌ای به شکل لایه‌ای از بافت حفره‌ای چندلایه ادامه می‌یابد.

## یادداشت
1. ↑  Auriculares anterior and superior
2. ↑  temporal fascia
3. ↑  zygomatic arch
4. ↑  areolar tissue

## نگارخانه

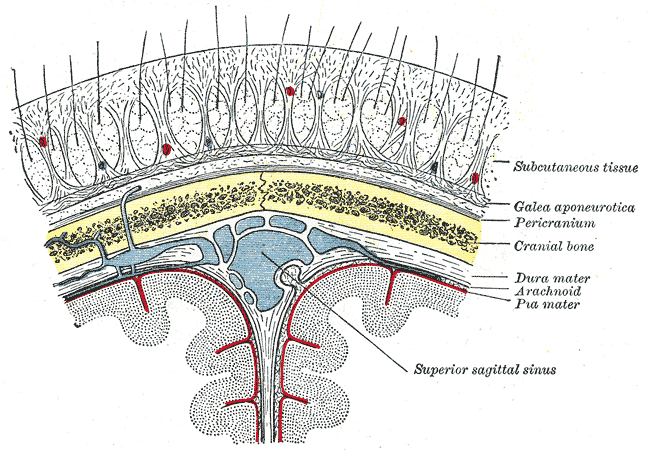
Diagrammatic section of scalp.